# Palmarés da Bike Aid
A equipa de ciclismo profissional da Alemanha  Bike Aid, e suas anteriores denominações, tem tido as seguintes vitórias:

## Bike Aid-Ride for Help

### 2014

#### Circuitos Continentais da UCI
| Datas          | Circuito                     | Corridas                                   | Vencedor         |
| 14 de março    | UCI Africa Tour de 2013-2014 | 5.ª etapa do Tour dos Camarões             | Daniel Bichlmann |
| 18 de março    | UCI Africa Tour de 2013-2014 | Tour dos Camarões                          | Dan Craven       |
| 9 de novembro  | UCI Africa Tour de 2013-2014 | 4.ª etapa do Grande Prêmio de Chantal Biya | Mekseb Debesay   |
| 9 de novembro  | UCI Africa Tour de 2013-2014 | Grande Prêmio de Chantal Biya              | Mekseb Debesay   |
| 17 de novembro | UCI Africa Tour de 2013-2014 | 1.ª etapa do Tour de Ruanda                | Mekseb Debesay   |
| 22 de novembro | UCI Africa Tour de 2013-2014 | 6.ª etapa do Tour de Ruanda                | Mekseb Debesay   |

## Bike Aid

### 2015

#### Circuitos Continentais da UCI
| Datas           | Circuito                 | Corridas                                  | Vencedor       |
| 25 de fevereiro | UCI America Tour de 2015 | 4.ª etapa da Volta Independência Nacional | Yannick Mayer  |
| 12 de março     | UCI Africa Tour de 2015  | 1.ª etapa do Tour de Blida                | Mekseb Debesay |
| 14 de março     | UCI Africa Tour de 2015  | Tour de Blida                             | Mekseb Debesay |
| 15 de março     | UCI Africa Tour de 2015  | Critérium Internacional de Sétif          | Mekseb Debesay |
| 18 de março     | UCI Africa Tour de 2015  | 3.ª etapa do Tour de Sétif                | Mekseb Debesay |
| 6 de novembro   | UCI Africa Tour de 2015  | 8.ª etapa do Tour de Faso                 | Mekseb Debesay |
| 16 de novembro  | UCI Africa Tour de 2015  | 1.ª etapa do Tour de Ruanda               | Mekseb Debesay |
| 19 de novembro  | UCI Africa Tour de 2015  | 4.ª etapa do Tour de Ruanda               | Mekseb Debesay |

## Stradalli-Bike Aid

### 2016

#### Circuitos Continentais da UCI
| Datas         | Circuito                | Corridas                                   | Vencedor              |
| 16 de março   | UCI Africa Tour de 2016 | 5.ª etapa do Tour dos Camarões             | Jean Bosco Nsengimana |
| 20 de abril   | UCI Africa Tour de 2016 | 2.ª etapa do Tour da Eritreia              | Meron Teshome         |
| 16 de outubro | UCI Africa Tour de 2016 | 4.ª etapa do Grande Prêmio de Chantal Biya | Jean Bosco Nsengimana |

## Bike Aid

### 2017

#### Circuitos Continentais da UCI
| Datas       | Circuito                | Corridas                       | Vencedor         |
| 12 de março | UCI Africa Tour de 2017 | 2.ª etapa do Tour dos Camarões | Nikodemus Holler |
| 13 de março | UCI Africa Tour de 2017 | 3.ª etapa do Tour dos Camarões | Meron Teshome    |
| 15 de março | UCI Africa Tour de 2017 | 5.ª etapa do Tour dos Camarões | Meron Teshome    |
| 19 de março | UCI Africa Tour de 2017 | Tour dos Camarões              | Nikodemus Holler |
| 18 de abril | UCI Africa Tour de 2017 | 1.ª etapa do Tour da Eritreia  | Meron Teshome    |
| 20 de abril | UCI Africa Tour de 2017 | 3.ª etapa do Tour da Eritreia  | Meron Teshome    |
| 20 de maio  | UCI Europe Tour de 2017 | 3.ª etapa do Tour da Ucrânia   | Tino Thömel      |

#### Campeonatos continentais
| Datas           | Corridas                                 | Vencedor      |
| 16 de fevereiro | Campeonato Africano Contrarrelógio (CRI) | Meron Teshome |

### 2018

#### Circuitos Continentais da UCI
| Datas          | Circuito                | Corridas                            | Vencedor         |
| 15 de janeiro  | UCI Africa Tour de 2018 | 1.ª etapa da Tropicale Amissa Bongo | Lucas Carstensen |
| 26 de janeiro  | UCI Asia Tour de 2018   | 3.ª etapa do Sharjah Tour           | Salim Kipkemboi  |
| 24 de maio     | UCI Europe Tour de 2018 | 5.ª etapa do Rás Tailteann          | Lucas Carstensen |
| 18 de agosto   | UCI Europe Tour de 2018 | 4.ª etapa do Volta à Hungria        | Nikodemus Holler |
| 19 de agosto   | UCI Europe Tour de 2018 | 5.ª etapa do Volta à Hungria        | Nikodemus Holler |
| 24 de outubro  | UCI Asia Tour de 2019   | 2.ª etapa do Tour de Hainan         | Lucas Carstensen |
| 9 de novembro  | UCI Asia Tour de 2019   | 6.ª etapa do Tour de Singkarak      | Clint Hendricks  |
| 11 de novembro | UCI Asia Tour de 2019   | 8.ª etapa do Tour de Singkarak      | Nikodemus Holler |

### 2019

#### Circuitos Continentais da UCI
| Datas           | Circuito                | Corridas                    | Vencedor         |
| 10 de fevereiro | UCI Europe Tour de 2019 | Grande Prêmio de Alanya     | Lucas Carstensen |
| 26 de abril     | UCI Europe Tour de 2019 | 2.ª etapa do Tour de Mersin | Aaron Grosser    |
| 27 de abril     | UCI Europe Tour de 2019 | 3.ª etapa do Tour de Mersin | Peter Koning     |
| 28 de abril     | UCI Europe Tour de 2019 | Tour de Mersin              | Peter Koning     |

### 2020

#### Circuitos Continentais da UCI
| Datas          | Circuito                | Corridas                         | Vencedor         |
| 23 de julho    | UCI Europe Tour de 2020 | Prólogo do Tour de Sibiu (CRI)   | Nikodemus Holler |
| 8 de setembro  | UCI Europe Tour de 2020 | Prólogo do Tour de Roménia (CRI) | Justin Wolf      |
| 10 de setembro | UCI Europe Tour de 2020 | 2.ª etapa do Tour de Roménia     | Lucas Carstensen |
| 7 de outubro   | UCI Asia Tour de 2020   | 2.ª etapa do Tour da Tailândia   | Lucas Carstensen |
| 10 de outubro  | UCI Asia Tour de 2020   | 5.ª etapa do Tour da Tailândia   | Lucas Carstensen |
| 11 de outubro  | UCI Asia Tour de 2020   | Tour da Tailândia                | Nikodemus Holler |

### 2021

#### Circuitos Continentais da UCI
| Datas          | Circuito                | Corridas                         | Vencedor         |
| 1 de abril     | UCI Europe Tour de 2021 | 1.ª etapa do Tour de Mevlana     | Justin Wolf      |
| 22 de abril    | UCI Europe Tour de 2021 | 1.ª etapa da Belgrado-Bania Luka | Justin Wolf      |
| 25 de setembro | UCI Europe Tour de 2021 | 6.ª etapa do Tour de Bretanha    | Justin Wolf      |
| 1 de dezembro  | UCI Asia Tour de 2022   | 1.ª etapa do Tour da Tailândia   | Lucas Carstensen |
| 2 de dezembro  | UCI Asia Tour de 2022   | 2.ª etapa do Tour da Tailândia   | Lucas Carstensen |
| 4 de dezembro  | UCI Asia Tour de 2022   | 4.ª etapa do Tour da Tailândia   | Lucas Carstensen |
| 5 de dezembro  | UCI Asia Tour de 2022   | 5.ª etapa do Tour da Tailândia   | Lucas Carstensen |
| 6 de dezembro  | UCI Asia Tour de 2022   | 6.ª etapa do Tour da Tailândia   | Adne van Engelen |

### 2022

#### Circuitos Continentais da UCI
| Datas          | Circuito                | Corridas                             | Vencedor         |
| 7 de setembro  | UCI Europe Tour de 2022 | 1.ª etapa do Tour de Roménia         | Lucas Carstensen |
| 16 de setembro | UCI Europe Tour de 2022 | 3.ª etapa da Volta à Sérvia          | Dawit Yemane     |
| 17 de setembro | UCI Europe Tour de 2022 | Volta à Sérvia                       | Dawit Yemane     |
| 30 de setembro | UCI Asia Tour de 2022   | 2.ª etapa do Tour do Irão-Azerbaijão | Lucas Carstensen |

#### Campeonatos continentais
| Datas       | Corridas                       | Vencedor        |
| 27 de março | Campeonato Africano em Estrada | Henok Mulubrhan |